# Думитреску, Илие
Илие Думитреску (рум. Ilie Dumitrescu, iˈli.e dumiˈtresku; род. 6 января 1969, Бухарест) — румынский футболист, нападающий; тренер. Выступал за сборную Румынии. Участник трёх чемпионатов мира 1990, 1994 и 1998.

## Клубная карьера
Воспитанник бухарестского «Стяуа». Начал профессиональную карьеру в 1986 году в составе «Стяуа». В сезоне 1987/88 выступал на правах аренды за «Олт Скорничешти». Вместе со «Стяуа» трижды становился чемпионом Румынии, дважды обладателем Кубка, победителем Суперкубка Румынии. В сезоне 1988/89 команда дошла до финала Кубка европейских чемпионов, где уступила итальянскому «Милану» (0:4). Думитреску не принимал участие в матче, однако в ходе турнира стал автором четырёх голов румынского клуба.
Летом 1994 года стал игроком английского «Тоттенхэм Хотспур». Его трансфер обошёлся «шпорам» в 2,8 млн евро и стал одним из самых дорогих в истории румынского футбола. Кроме того, тогда же в состав английского клуба перешёл другой румын — Георге Попеску. В январе 1995 года перешёл на правах аренды в испанскую «Севилью». Спустя два месяца подписал контракт с «Вест Хэм Юнайтед». Позже, выступал за мексиканские клубы «Америка» и «Атланте». Завершил карьеру в 1998 году в составе «Стяуа».

## Карьера в сборной
Дебютировал в составе национальной сборной Румынии 26 апреля 1989 года в матче против Греции (0:0).
В составе сборной участвовал в трёх чемпионатах мира — 1990, 1994 и 1998. Перед матчем 1/8 финала чемпионата мира 1994 года с Аргентиной Флорин Рэдучою был дисквалифицирован. В результате роль Рэдучою на поле взял на себе Думитреску и стал автором двух голов в ворота аргентинцев, что помогло румынам победить со счётом (3:2).
Всего за сборную выступал до 1998 года и сыграл в 62 матчах, забив 20 голов.

## Тренерская карьера
После завершения карьеры футболиста Думитреску получил агентскую команию «Sport & Business World». Однако вскоре начал тренерскую карьеру в Румынии, возглавляя «Оцелул» и «Брашов». В 2002 году тренировал кипрский «Алки». После чего возглавлял молодёжную сборную Румынии. В 2003 году тренировал «Бакэу».
Летом 2003 года подписал двухлетний контракт с кипрским «Аполлоном». Под руководством Думитреску команда использовала тактику «катеначчо» и в 13 матчах одержала 12 побед. За это румына признали Лучшим тренер Кипра 2004 года. После этого возглавил афинский АЕК. Команда под его руководством заняла четвёртое место в чемпионате Греции и получила право выступать в Кубке УЕФА. После этого Думитреску стал главным тренером «Эгалео».
В июне 2005 года подписал годичный контракт с клубом «Акратитос», который вышел в чемпионат Греции. Под руководством Думитреску команда провела пять матчей и в октябре 2005 года он подал в отставку. Затем возглавлял клуб «Калитея».
В феврале 2006 года стал главным тренером ПАОКа, подписав полуторагодичный контракт. Сезон 2005/06 чемпионата ПАОК завершил на шестом месте. В октябре 2006 года Думитреску ушёл в отставку. После этого румын в течение трёх лет не занимался тренерской деятельностью. Думитреску вернулся в большой футбол летом 2009 года, возглавив «Пантракикос». Под его руководством команда провела всего один матч, в котором уступила «Ираклису» (1:2).
10 августа 2010 года подписал контракт со «Стяуа». Думитреску согласился работать за 23 евроцента в год. Проработав чуть больше месяца он был отправлен в отставку.

## Достижения

### Командные
«Стяуа»
- Чемпион Румынии (3): 1988/89, 1992/93, 1993/94
- Серебряный призёр чемпионата Румынии (3): 1989/90, 1990/91, 1991/92
- Обладатель Кубка Румынии (2): 1988/89, 1991/92
- Финалист Кубка Румынии: 1989/90
- Обладатель Суперкубка Румынии: 1994
- Финалист Кубка европейских чемпионов: 1988/89

### Личные
- Лучший бомбардир чемпионата Румынии: 1992/93
- Почётный гражданин Бухареста: 1994[16]
- Лучший тренер Кипра: 2004[5]
- Орден «За спортивные заслуги» III степени I типа: 2004[17]
- Орден «За спортивные заслуги» III степени I типа: 2008[18]

## Вне футбола
Думитреску является любителем искусства и имеет свою собственную художественную галерею в Бухаресте — Hanul cu Tei.
В 2006 году Думитреску вошёл в список самых богатых людей румынского футбола. Тогда его состояние оценивалось в 10 млн долларов, которые он получил от футбола и недвижимости.
У Думитреску четверо детей: два мальчика (Дани и Сикэ) от первой жены Нелы, сын Тото и дочь Майра от второй жены Летиции.